# Riksdagen 1740–1741
Riksdagen 1740–1741 ägde rum i Stockholm.
Ständerna sammanträdde den 4 december 1740. Den första viktiga frågan var valet av lantmarskalk, som genomfördes med ovanligt stor enhällighet. Charles Emil Lewenhaupt, som haft detta uppdrag på riksdagen 1734, utsågs till lantmarskalk med 683 röster. Endast sju hade tillfallit Gustaf Palmfelt och tre Mattias Alexander von Ungern-Sternberg. Hattarna hade i förväg enats om att välja Lewenhaupt, och även mössorna röstade på honom, då de räknade med att inte kunna få någon annan vald, och menade att Lewenhaupt säkrare skulle utöva lantmarskalksuppdraget med oväld om han valdes av båda partierna.
Inom prästeståndet skedde talmansvalet inte lika enhälligt. Ärkebiskopen Johannes Steuchius deltog inte vid riksdagen på grund av sin dåliga hälsa. Hattarnas kandidat var Linköpingsbiskopen Erik Benzelius, men mössorna enades om Herman Schröder, biskop i Kalmar. Vid talmansvalet segrade Benzelius med 26 röster mot 22 för Schröder. Borgarståndet valde för tredje gången Peter Aulævill, som tillhörde hattpartiet, och bondeståndet för andra gången Olof Håkansson från Blekinge.
Riksdagen avslutades den 22 augusti 1741.